# 異體槍吻海龍
異體槍吻海龍（学名：Doryichthys heterosoma），为輻鰭魚綱棘背魚目海龍魚科的其中一種，分布於亞洲印尼蘇門答臘島Sambas河流域及Natuna群島，體長可達34公分，棲息在河川植物生長茂密的區域，屬肉食性，以小型甲殼類、蠕蟲及昆蟲等為食，為卵胎生。

## 外部連結
- 異體槍吻海龍的圖片